# Paramacans
Els paramacans o Paramaka (francès: Pamak) són una tribu cimarrón que viu a l'interior boscós de Surinam, principalment al complex Pamacca, i la zona fronterera occidental de la Guaiana Francesa. Els paramacans va signar un tractat de pau el 1872 que atorgava autonomia a la tribu.

## Visió general
El centre administratiu de la tribu es troba a Snesiekondre, però el poble principal del complex és Langatabiki, que també és la residència del granman (cap suprem) dels paramacans. La tribu controla 13 viles de Surinam, i la vila de Providence a la Guaiana Francesa.
El 2014 la població total es va estimar en 11.000 persones, amb 4.300 persones que vivien a les àrees tribals de Surinam i 1.000 que vivien a l'interior de la Guaiana Francesa.

## Història
Els paramacans eren esclaus fugitius de la plantació Handtros o Entros que van fugir cap al 1830. El 1856 August Kappler va informar que la tribu havia establert pobles a prop del Paramacca Creek. El 1872 havien signat un tractat de pau amb la colònia holandesa que atorgava autonomia a la tribu, i Frans Kwaku, el líder de l'expedició a Paramaribo, va ser nomenat oficialment granman pel governador. El 1879 un grup d’uns 90 paramaccans dirigits per Apensa van crear un assentament en una illa al riu Marowijne prop de la desembocadura de Paramacca Creek. La ciutat es va anomenar Langatabiki (Illa Gran). Durant la Guerra Civil de Surinam, els paramacans van fer costat al Jungle Commando,, elque va provocar una gran migració a la Guaiana Francesa.

## Llengua
El paramaca també és el terme homònim del seu idioma, un crioll que es basa en l'anglès amb influències del neerlandès, llengües africanes, i altres idiomes. És similar a les llengües parlades pels ndjukes i kwintis, i mútuament intel·ligible amb Sranan tongo. El paramacca és el més jove de tots els pidgin surinamesos. La llengua tenia entre 2.000 i 3.000 parlants estimats el 1991.

## Viles
- Langatabiki
- Nason
- Providence